# Dean Parks
Dean Parks (* 1947) je americký kytarista, manžel hudebnice Carol Parks. Narodil se ve Fort Worthu v Texasu a v roce 1970 se odstěhoval do Los Angeles. Během své kariéry hrál na několika stovkách nahrávek a spolupracoval s mnoha hudebníky, mezi které patří například Leonard Cohen, Stevie Wonder, Marvin Gaye, Lizz Wright, Greg Lake, Billy Joel, David Cassidy a Art Garfunkel. Působil převážně jako studiový hudebník, ale hrál také při koncertech, například v roce 1977 se skupinou Bread. V letech 2005 až 2011 doprovázel při koncertech duo David Crosby a Graham Nash.